# Mistrzostwa Świata w Lekkoatletyce 2023 – bieg na 10 000 m mężczyzn
Bieg na 10 000 metrów mężczyzn – jedna z konkurencji biegowych rozgrywanych podczas lekkoatletycznych mistrzostw świata na Hayward Field w Eugene.
Tytuł mistrzowski z 2022 obronił Joshua Cheptegei.

## Terminarz
Źródło: worldathletics.org.
| Data        | Godzina |       |
| ----------- | ------- | ----- |
| 20 sierpnia | 18:25   | Finał |

## Rekordy
Tabela prezentuje rekord świata, rekord mistrzostw świata, rekordy kontynentów oraz najlepszy wynik na listach światowych w sezonie 2023 przed rozpoczęciem mistrzostw.
|                            | Zawodnik              | Wynik    | Miejsce             | Data                     |
| -------------------------- | --------------------- | -------- | ------------------- | ------------------------ |
| Rekord świata              | Joshua Cheptegei      | 26:11,00 | Walencja            | 7 października 2020(dts) |
| Rekord mistrzostw świata   | Kenenisa Bekele       | 26:46,31 | Berlin              | 17 sierpnia 2009(dts)    |
| Rekord Afryki              | Joshua Cheptegei      | 26:11,00 | Walencja            | 7 października 2020(dts) |
| Rekord Ameryki Północnej   | Grant Fisher          | 26:33,84 | San Juan Capistrano | 6 marca 2022(dts)        |
| Rekord Ameryki Południowej | Marílson dos Santos   | 27:28,12 | Neerpelt            | 2 czerwca 2007(dts)      |
| Rekord Australii i Oceanii | Jack Rayner           | 27:15,35 | San Juan Capistrano | 6 marca 2022(dts)        |
| Rekord Azji                | Ahmad Hassan Abdullah | 26:38,76 | Bruksela            | 5 września 2003(dts)     |
| Rekord Europy              | Mo Farah              | 26:46,57 | Eugene              | 3 czerwca 2011(dts)      |
| Listy światowe             | Berihu Aregawi        | 26:50,66 | Nerja               | 23 czerwca 2023(dts)     |

## Wyniki
Źródło: worldathletics.org.
| Pozycja | Zawodnik            | Państwo           | Czas     | Uwagi |
| ------- | ------------------- | ----------------- | -------- | ----- |
| 01 !    | Joshua Cheptegei    | Uganda            | 27:51,42 | SB    |
| 02 !    | Daniel Ebenyo       | Kenia             | 27:52,60 |       |
| 03 !    | Selemon Barega      | Etiopia           | 27:52,72 |       |
| 4.      | Berihu Aregawi      | Etiopia           | 27:55,71 |       |
| 5.      | Benard Kibet        | Kenia             | 27:56,27 |       |
| 6.      | Mohammed Ahmed      | Kanada            | 27:56,43 | SB    |
| 7.      | Rodrigue Kwizera    | Burundi           | 28:00,29 | SB    |
| 8.      | Nicholas Kimeli     | Kenia             | 28:03,38 |       |
| 9.      | Yann Schrub         | Francja           | 28:07,42 | SB    |
| 10.     | Birhanu Balew       | Bahrajn           | 28:08,03 | SB    |
| 11.     | Woody Kincaid       | Stany Zjednoczone | 28:08,71 |       |
| 12.     | Yemaneberhan Crippa | Włochy            | 28:16,40 |       |
| 13.     | Isaac Kimeli        | Belgia            | 28:20,77 | SB    |
| 14.     | Adriaan Wildschutt  | Południowa Afryka | 28:21,40 |       |
| 15.     | Ren Tazawa          | Japonia           | 28:25,85 |       |
| 16.     | Sean McGorty        | Stany Zjednoczone | 28:27,54 |       |
| 17.     | Santiago Catrofe    | Urugwaj           | 28:28,49 | NR    |
| 18.     | Zerei Kbrom Mezngi  | Norwegia          | 28:30,76 |       |
| 19.     | Merhawi Mebrahtu    | Erytrea           | 28:50,62 |       |
| 20.     | Joe Klecker         | Stany Zjednoczone | 29:03,41 |       |
| 21.     | Nils Voigt          | Niemcy            | 29:06,79 |       |
| 22.     | Rogers Kibet        | Uganda            | 29:10,07 |       |
| 23 !    | Joel Ayeko          | Uganda            | DNF      |       |
| 23 !    | Carlos Díaz         | Chile             | DNF      |       |
| 23 !    | Yismaw Dillu        | Etiopia           | DNF      |       |